# La Fin du cheval
La Fin du cheval est un essai historique de Pierre Giffard, illustré par Albert Robida. Initialement paru en feuilleton dans l'hebdomadaire Le Petit Français illustré du 23 juillet 1898 au 11 février 1899, l'essai paraît en format relié en 1899 aux éditions Armand Colin.
Il évoque la disparition de la traction hippomobile à l'époque où les progrès techniques, économiques et sociaux entraînent la perte de toute légitimité accordée au cheval en tant que moyen de transport. L'essai fait le point sur l'avancée des techniques de la locomotive, de la bicyclette et de l’automobile, et rend compte du déclin de l'utilisation du cheval jusque dans les campagnes. Il se révèle assez nostalgique de l'univers de sensations et de gestes qui forme le quotidien du travail avec le cheval. 
La sortie de cet ouvrage entraîne de fortes réactions politiques en raison de la concurrence entre le comte de Dion et Henri Desgrange. Les prétentions politiques de Giffard à la députation sont bloquées par la sortie de son livre. 

## Réédition

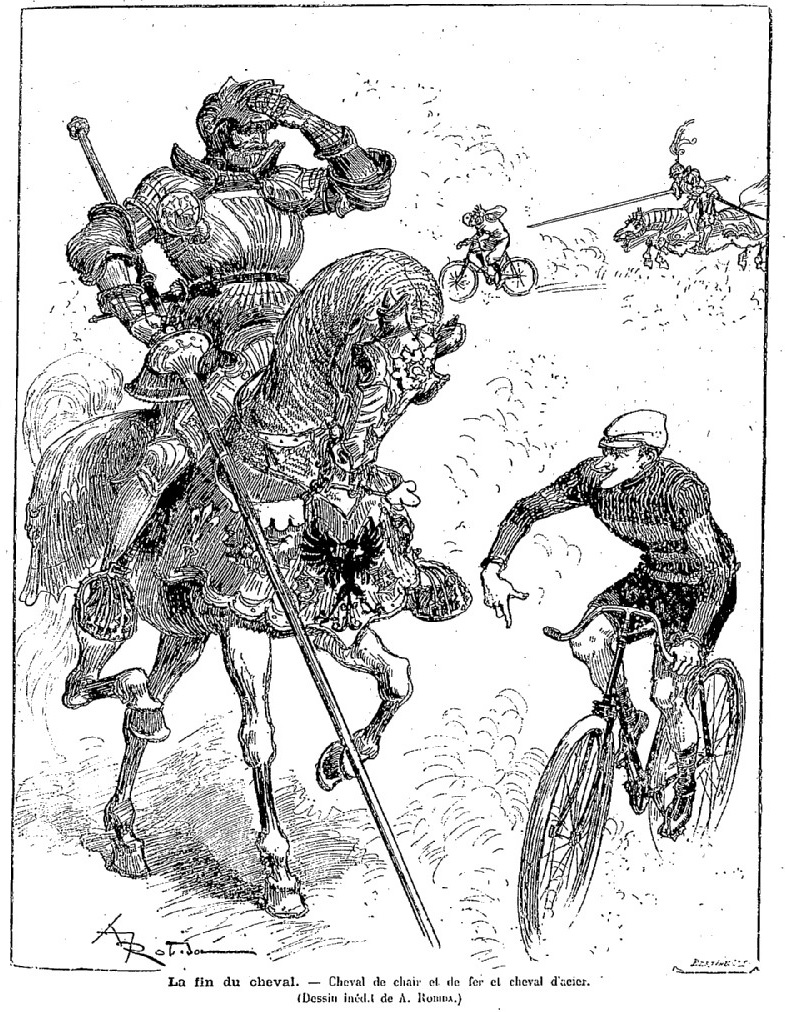
Illustration d'Albert Robida, « Cheval de chair et de fer et cheval d'acier ».

L'ouvrage a été réédité aux presses universitaires de Valenciennes en 2015, avec une préface de Georges Vigarello.